# Tour Adrenalina
Adrenalina Tour es la sexta gira de la cantante Española Edurne promocionando su álbum de estudio Adrenalina, el cual lanzó después de su paso por el Festival de la Canción De Eurovisión 2015 con la canción Amanecer.

## Repertorio
| 2015 (Etapa I) Acto I " 1. «Basta» 2. «Soy Capaz» 3. «I Believe» 4. «Va a Ser Mejor» 5. «Sin Control» 6. «Pretty Boy» 7. «Sigueme» Acto II " 1. «Amanecer» 2. «Dudar» 3. «Un Dia Mas» 4. «Sin Fe» 5. «La Ultima Supervivientes» 6. «One Shot» 7. «Un Poco de Amor» 8. «Freakday» 9. «Painkiller» Acto III " 1. «Despierta» 2. «Amores Dormidos» 3. «Shake It Off» | 2016 (Etapa II) Acto I 1. «Quiero Mas de Ti» 2. «I Believe» 3. «Basta» 4. «Despierta» 5. «Va a Ser Mejor» 6. «Pretty Boy» 7. «Fuego Con Fuego» 8. «Run For Your Life» Acto II 1. «Sigueme» 2. «Dudar» 3. «Lo Que Sientes» 4. «Amanecer» 5. «One Shot» 6. «La Ultima Superviviente» 7. «Un Poco de Amor» 8. «Painkiller» 9. «Freakday» Acto III 1. «Amores Dormidos» 2. «Call Me» |

## Fechas de la gira
| Europa                   |                       |        |                                |
| 18 de julio de 2015      | Cox                   | España | Plaza de la Glorieta           |
| 25 de julio de 2015      | Santullán             | España | Plaza Principal                |
| 26 de julio de 2015      | Naves                 | España | La Campa                       |
| 14 de agosto de 2015     | Málaga                | España | La Malagueta                   |
| 16 de agosto de 2015     | Alcácer               | España | Carrer Colón                   |
| 23 de agosto de 2015     | Requena               | España | Plaza de toros                 |
| 27 de agosto de 2015     | Toro                  | España | Estación de autobuses          |
| 28 de agosto de 2015     | Avilés                | España | Centro Niemeyer                |
| 6 de septiembre de 2015  | Arganda del Rey       | España | Plaza de la Constitución       |
| 17 de septiembre de 2015 | Talavera de la Reina  | España | Plaza de la Comarca            |
| 29 de septiembre de 2015 | San Miguel de Meruelo | España | La Carra                       |
| 17 de junio de 2016      | Torrejón de Ardoz     | España | Plaza Mayor                    |
| 2 de julio de 2016       | Tarrasa               | España | Parque Dels Catalans           |
| 9 de julio de 2016       | Estepona              | España | Parque ferial                  |
| 19 de agosto de 2016     | Almería               | España | Explanada de las Almadrabillas |
| 21 de agosto de 2016     | Torrelavega           | España | Boulevard Herrero              |
| 25 de agosto de 2016     | Bilbao                | España | Aste Naguasia                  |
| 2 de septiembre de 2016  | Medina del Campo      | España | Plaza del Ayuntamiento         |
| 10 de septiembre de 2016 | Calatayud             | España | Recinto Ferial de Calatayud    |
| 19 de septiembre de 2016 | Esplugas de Llobregat | España | Recinto Ferial de Esplugas     |

### Conciertos cancelados y/o reprogramados
| Fecha                    | Ciudad, País                  | Lugar                       | Suspendido / Reprogramado                          |
| ------------------------ | ----------------------------- | --------------------------- | -------------------------------------------------- |
| 17 de septiembre de 2016 | Esplugas de Llobregat, España | Recinto Ferial de Esplugas  | Reprogramado para el día 19 de septiembre de 2016. |
| 19 de diciembre de 2015  | Madrid, España                | Teatro Monumental de Madrid | Cancelado por causas ajenas a la artista           |

- Datos: Q24091074